# John Milton (politico 1807)
John Milton II (Louisville, 20 aprile 1807 – Marianna, 1º aprile 1865) è stato un politico statunitense. Fu il quinto governatore della Florida fino alla propria morte per suicidio.

## Biografia
Milton era il figlio di Homer Virgil Milton (1781-1822), un ufficiale che combatté nella guerra del 1812, e nipote dell'eroe della rivoluzione americana, candidato presidenziale ed ex Segretario di Stato della Georgia John Milton. Pare anche fosse un lontano discendente del poeta omonimo John Milton.
Nacque nei pressi di Louisville, in Georgia. Sposatosi con Susan Cobb, John Milton e la moglie vissero prima in Georgia e successivamente a Mobile in Alabama, dove l'uomo fu impiegato nella milizia statale tra il 1835 e il 1837 per combattere i Creek e dove la donna morì nel 1842. Più tardi Milton si risposò con Caroline Howze ed ebbe altri dieci figli. Poco dopo ebbe un grave incidente in barca sul Mississippi, che lo lasciò gravemente ferito e che lo convinse ad andarsene dall'Alabama. Trasferitosi per un certo periodo a New Orleans per praticare l'avvocatura, alla fine Milton si stabilì nel nord della Florida, a Marianna.
In Florida rapidamente entrò a far parte della scena politica. Alle elezioni presidenziali del 1848 servì come elettore per lo Stato, poi nel 1850 fu eletto alla Camera dei rappresentanti della Florida. Era fin da giovane un forte sostenitore dei diritti degli Stati, e fu uno dei primi sostenitori della secessione della Florida dall'Unione. Candidatosi come governatore della Florida, venne eletto nel 1860 e giurò come governatore il 7 ottobre 1861, a guerra ormai in corso. Milton fu uno dei politici che più supportarono gli Stati Confederati d'America, rendendo la Florida il granaio del Profondo Sud e implementando l'uso del dollaro confederato (il cui valore tuttavia crollò rapidamente a causa dell'embargo unionista).
John Milton credeva fortemente nella causa confederata, e venne quindi sconvolto dalla progressiva sconfitta del Sud. Mentre la guerra volgeva al termine e la disfatta della Confederazione si avvicinava, con l'economia della Florida ormai a pezzi capì di essere ormai troppo compromesso con la causa sudista. Nel marzo 1865 lasciò il capoluogo Tallahassee per raggiungere la sua piantagione di "Sylvania" a Marianna. Nel suo ultimo messaggio alla legislatura statale, riferì che gli Yankee "hanno sviluppato un carattere così odioso che sarebbe preferibile la morte piuttosto del riassorbimento nell'Unione". Il 1º aprile 1865 fu trovato morto in casa sua per un colpo di pistola, con tutta probabilità suicida, imitando il gesto estremo che molti altri convinti confederati commettevano in quei giorni. Il presidente del senato della Florida, Abraham K. Allison, prestò poi giuramento come governatore della Florida. Milton fu sepolto nel Saint Luke's Episcopal Cemetery a Marianna. L'ultimo suo figlio, Jeff Milton, rimasto orfano a soli quattro anni, divenne un famoso sceriffo del West.